# Каратузьке
Каратузьке (рос. Каратузское) — село в Росії, у Красноярському краї, адміністративний центр Каратузького району. Населення -  	7456 осіб.
Колишня козацька Каратузське станиця. Розташоване на півдні краю, на берегах річки Каратуз, що впадає в річку Амил, що утворює при злитті з Казир річку Туба, що впадає до Єнісею. Село знаходиться за 100 км на південний схід від залізничної станції Мінусінськ та за 45 км від станції Туба (обидві - на лінії Абакан - Тайшет).

## Економіка
Основна галузь спеціалізації - сільське господарство.